# Nialus calidus
Nialus calidus är en skalbaggsart som beskrevs av Edgar von Harold 1871. Nialus calidus ingår i släktet Nialus och familjen Aphodiidae. Inga underarter finns listade i Catalogue of Life.